# Broken Wings (EP)
Broken Wings é o terceiro EP da banda Flyleaf. Esse EP foi lançado quando a banda ainda se chamava Passerby.

## Faixas
1. "Red Sam"
2. "Broken Wings"
3. "Breathe Today"
4. "Ocean Waves"